# Сузак (Казахстан)
Сузак (каз. Созақ) — село в Сузакском районе Туркестанской области Казахстана. Административный центр Сузакского сельского округа. Код КАТО — 515647100.
Село расположено в сухой степи у северных склонов хребта Каратау, южнее песков Мойынкум, в 70 км к северо-западу от районного центра Шолаккорган.
В древности — центр караванной торговли, одна из столиц Казахского ханства. С 1928 по 1934 год — административный центр Сузакского района.

## Население
В 1999 году население села составляло 3635 человек (1835 мужчин и 1800 женщин). По данным переписи 2009 года в селе проживало 4630 человек (2352 мужчины и 2278 женщин).

## История

### Древний Сузак
Во время археологических раскопок под руководством А. Х. Маргулана 1946 года и А. Н. Бернштама в 1947—48 годах было установлено, что городище Сузак (Созак) было обитаемо в VI—XIX веках.
В период с 1465 по 1718 годы — один из городов Казахского ханства. Сузак был его столицей в 1465—1469 и 1511—1521 годах. Был в числе разрушенных в 1723—1727 гг. джунгарами городов.

### Кокандский период
В 1863 году, кокандский регент Алымкул принял энергичные меры для укрепления военной мощи ханства. По его приказу правитель Ташкента Нур-Мухаммед посетил Авлие-Ата, Сузак и Чолак-Курган, чтобы оценить вред, нанесённый их укреплениям русскими и собрать дань с местных казахских родов.

### Восстание 1930-го года
В начале февраля 1930 года в Сузаке произошло антисоветское восстание — была разоружена местная милиция, убиты представители власти и активисты. Восстание возглавил Султанбек Шолакулы, избранный ханом. Восставшими были выдвинуты лозунги «Долой Советскую власть», «Да здравствует ханская власть!» и «Да здравствует казахское правительство!». Коммунистов заставили пройти по селу с белыми флагами, читая молитвы. 12 февраля направленный к Сузаку Чимкентский коммунистический отряд под командованием Исаева потерпел поражение от восставших. 13 февраля отряд ОГПУ под командованием Никитенко после обстрела из пушек и пулеметов вошёл в Сузак, повстанцы отступили к посёлку Чулаккурган. 16 февраля в результате четырёхчасового боя повстанцев с войсками ОГПУ в районе Сузака погибло около 400 восставших, в том числе хан Султанбек, более 200 попало в плен. Остатки повстанцев ушли на север, в заболоченные низовья реки Чу.

## Достопримечательности
Городище в центре села с остатками укреплений. Мечеть Ногай-Ишана (XIX век). Мавзолеи: Баба-Ата с медресе (XIX век), Тукты-Шашты-Азиз (XIX век), Аже-Ата (XIX век), Карабура (восстановлен в конце XX века) и др.